# 2С6 «Тунгуска»
«Тунгу́ска» (індекс ГРАУ — 2К22, за класифікацією НАТО — «SA-19 Grison») — радянський та російський зенітний ракетно-гарматний комплекс (ЗРГК), зенітна самохідна установка (ЗСУ) розробки Тульського КБ Приладобудування.

## Історія створення
Беручи на озброєння «Шилку», і військові, і представники ВПК розуміли, що 23-мм гармата Амур занадто слабка. Це стосувалося і малої дальності стрільби при нахилі, і до стелі, і до слабкості фугасної дії снаряда. Особливо проблему загострила поява нового штурмовика А-10, який, нібито, був невразливий для 23-мм снарядів «Шилки».
Як наслідок, ледь чи не наступного дня після прийняття на озброєння ЗСУ-23-4 у всіх високих інстанціях почалися розмови про її модернізацію в напрямку збільшення вогневої потужності та в першу чергу — збільшення ефективної стелі стрільби й руйнівної дії снаряда.
З осені 1962 опрацьовувалося кілька ескізних проєктів встановлення на «Шилку» 30-мм автоматів. Серед них розглядали 30-мм автомат револьверного типу ПН-30 конструкції ОКБ-16, що використовувався у корабельній установці АК-230, 30-мм шестиствольний автомат АТ-18 від корабельних установок АК-630 і 30-мм двоствольний автомат АТ-17 конструкції КБП. Крім того, випробовували 57-мм двоствольний автомат АТ-16, спеціально сконструйований в КБП для зенітної самохідної установки.
26 березня 1963 в підмосковних Митищах відбувся техрада під керівництвом Н. А. Астрова. На ній було вирішено збільшити калібр ЗСУ з 23 до 30 мм. Це вдвічі (з 1 000 до 2 000 м) підвищувало зону 50-відсоткової ймовірності ураження цілі й збільшувало дальність стрільби з 2 500 до 4 000 м. Ефективність стрільби по винищувачу МіГ-17, що летить на висоті 1 000 м зі швидкістю 200−250 м/с, зростала в 1,5 раза.
Врешті-решт для модернізованої зенітної установки взяли 30-мм двоствольний автомат АТ-17. Його доопрацьований варіант отримав у ГРАУ індекс 2А38 і на початку 80-х років був запущений в серійне виробництво на Тульському машинобудівному заводі № 535.
Проте після майже семи років проєктних і дослідно-конструкторських робіт було вирішено відмовитися від модернізації «Шилки» і створити принципово новий комплекс. 8 червня 1970 вийшла постанова Ради Міністрів СРСР N 427—151 про створення нової ЗСУ «Тунгуска».
Головним розробником Тунгуски призначили КБП, а головним конструктором — А. Г. Шипунова. Конкретно КБП займалося ракетно-артилерійською частиною установки, Проєктування РПК вів Ульяновський механічний завод Мінрадіопрому, пізніше став головним і з його виробництва. Розробник лічильно-вирішального приладу — Науково-дослідний електромеханічний інститут Мінрадіопрому. Гусеничне шасі ГМ-352 виготовляв Мінський тракторний завод.
Зенітний комплекс 2С6 «Тунгуска» був прийнятий на озброєння постановою Ради Міністрів від 8 вересня 1982 р., а модернізований комплекс Тунгуска-М — наказом міністра оборони від 11 квітня 1990 року.
Виробництво ЗГРК 2С6М «Тунгуска» триває. Машини цього типу перебувають на озброєнні армій України, Росії, Індії та ін.

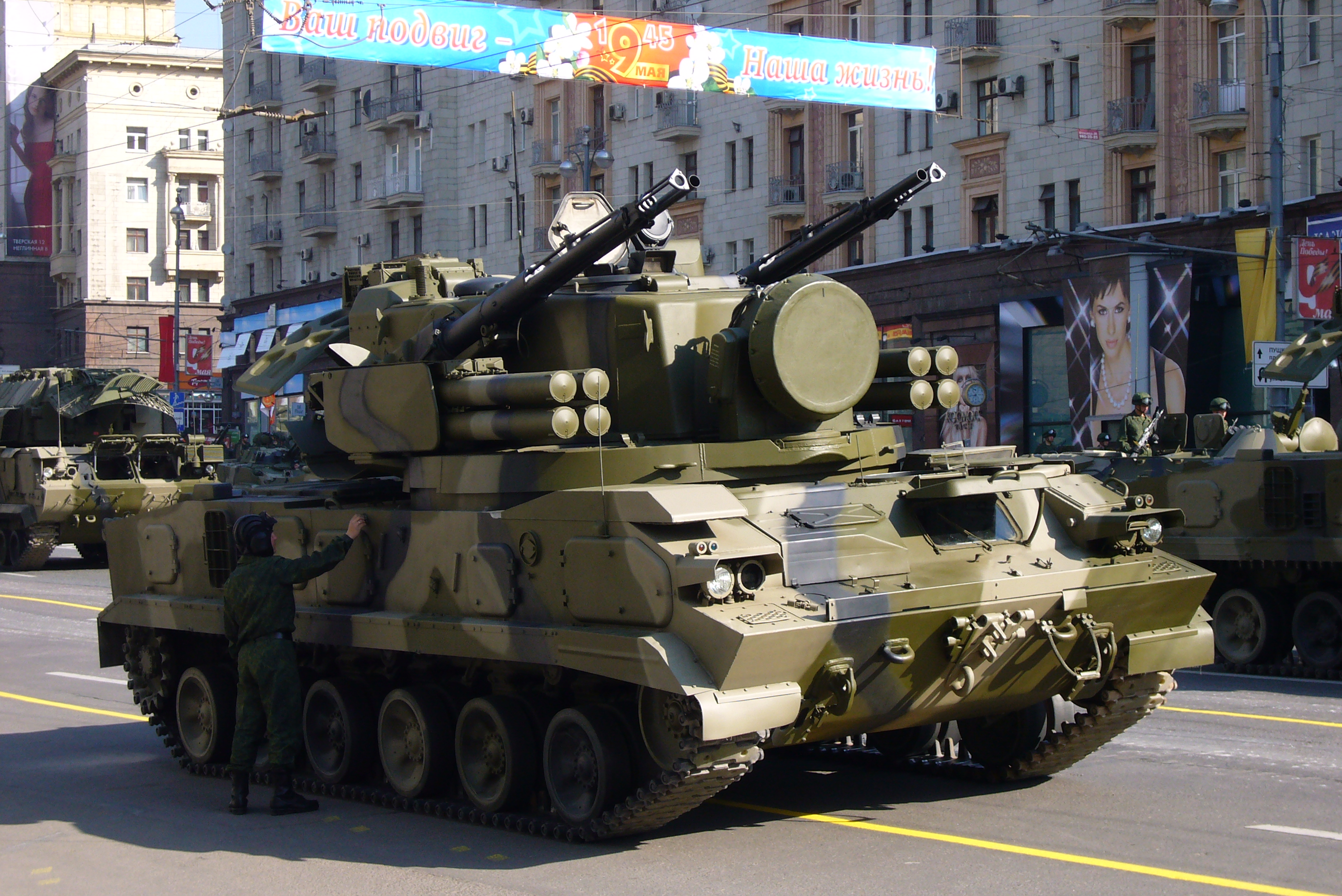
2С6 на параді

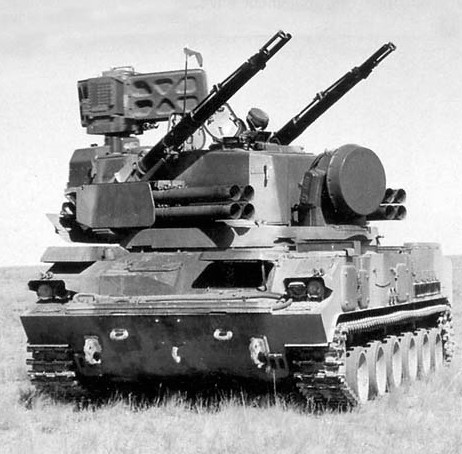
2С6 на польових випробуваннях

## Технічні характеристики
За загального компонування Тунгуска багато в чому нагадує німецьку ЗСУ «Гепард»: РЛС розташована зверху на задній частині тримісної башти й в похідному положенні опускається, кругла антена РЛС наведення змонтована на башті спереду. З боків башти встановлено два двоствольних автомата 2А38 та дві спарені пускові установки ЗУР 9М311, що діють незалежно один від одного.
Корпус машини має вертикальні борти, відрізняється великою висотою і виконаний методом зварювання з листів катаної сталі й забезпечує захист від вогню стрілецької зброї і осколкових снарядів і мін малого калібру. Передня частина лобового листа встановлена під великим кутом нахилу, а в місці зламу стоїть практично вертикально. Велика башта кругового обертання зміщена до корми машини. Моторно-трансмісійне відділення розташоване у кормовій частині корпусу.
Принциповою особливістю комплексу 2С6 є поєднання в одній бойовій машині гарматного і ракетного озброєння, радіолокаційних і оптичних засобів керування вогнем з використанням загальних систем: РЛС виявлення, РЛС супроводу, цифрової обчислювальної системи та гідравлічних приводів наведення.
«Тунгуска» призначена для ППО механізованих та танкових частин на марші і на всіх стадіях бою. Вона має суцільну зону ураження (без «мертвої» зони, характерної для ЗРК), що досягається послідовним обстрілом цілі спочатку ракетами, а потім гарматами. Вогонь з автоматів 2А38 може вестися як з місця, так і з ходу по цілях на висоті 3 км, і на відстані — 4 км, а пуск ракет — тільки з місця, в крайньому разі — з коротких зупинок, на відстані до 8 км та на висотах до 3,5 км.
Вогонь із гармат, у сумі має швидкострільність у 4000-5000 пострілів за хвилину. Тобто за одну секунду «Тунгуска» вистрілює понад 80 снарядів. Звісно за такий темп стрільби довелось платити живучістю механізму заряджання, який витримує близько 8 тисяч пострілів.
У вертикальній площині артилерійська система наводиться в секторі від −10° до 87°. У горизонтальній площині вона може вести круговий обстріл. При цьому швидкість як вертикального, так і горизонтального наведення становить 100° в секунду.
ЗРГК 2С6М «Тунгуска» оснащений комп'ютеризованою системою керування вогнем з лазерним далекоміром; до складу її стандартного обладнання входять система ідентифікації «свій-чужий», наземна навігаційна система та допоміжна силова установка.
Оглядова РЛС ЗРГК виявляє цілі на відстані у 18 км, а РЛС супроводження цілей працює на відстані від 13 км. Загальний час реакції комплексу становить 6-8 секунд.
Можливість ведення стрільби без зниження швидкості забезпечується застосуванням гідромеханічної трансмісії з гідрооб'ємним механізмом повороту, гідропневматичною підвіскою зі змінним кліренсом і гідравлічним механізмом натягу гусениць. Таким чином, «Тунгуска» є високомобільною 3СУ з ефективним ракетним і артилерійським озброєнням.
До недоліків її можна віднести малу дальність виявлення цілі бортової РЛС і неможливість застосування зенітних керованих ракет в умовах поганої видимості (задимлення, туман тощо).
Машини першої серії, випущені в невеликій кількості, мали дві пускові установки з одним транспортно-пусковим контейнером з зенітною керованою ракетою 9М311 на кожній і позначалися 2С6. На пускових установках машин основної серійної модифікації є вже по два транспортно-пускових контейнерів, і боєкомплект цих самохідних комплексів з індексом 2С6М, що налічує вісім зенітних керованих ракет 9М311.

## Модифікації

### 2К22М «Тунгуска-М»
Основним завданням модернізації було запровадження можливості боротьби з великою кількістю малорозмірних цілей. До складу обладнання була введена апаратура для сполучення з пунктом управління 9С482М та рухомим пунктом розвідки та управління ППРУ-1, завдяки чому була введена система розподілу цілей між установками та суттєво підвищена бойова ефективність. Також було замінено газотурбінний агрегат на новий із збільшеним у два рази ресурсом. Комплекс прийнято на озброєння наприкінці 1990 року.

### 2К22М1 «Тунгуска-М1»
Війна у Перській затоці показала нову стратегію ведення бойових дій. Спочатку завдається масований удар безпілотною авіацією поза зоною дії ППО для розвідки радіолокаційних засобів ППО, потім система ППО руйнувалася і до бойових дій підключалася пілотована авіація.
З урахуванням отриманого досвіду 1992 року було розпочато роботу з подальшого вдосконалення ЗРГК «Тунгуска». Модернізація зачепила заміну базового шасі на шасі ГМ-5975.
Також було введено апаратуру отримання та реалізації автоматизованого цілевказівки від батарейного командного пункту, інфрачервоний пеленгатор ракети та модернізовану систему вимірювання кутів хитавиці.
Новий обчислювач має більш високу швидкодію та пам'ять. Використовувані ракети були вдосконалені та отримали позначення 9М311-1М. Збільшено захист від завад, замість трасера встановлено безперервне та імпульсне джерело світла.
Завдяки впровадженим удосконаленням було збільшено зону ураження за дальністю до 10 км.
2 вересня 2003 року комплекс «Тунгуска-М1» було прийнято на озброєння.
До складу комплексу увійшли:
- ЗСУ 2С6М1,
- ТЗМ 2Ф77М,
- машина ремонту та технічного обслуговування 1Р10-1М1,
- машина техобслуговування 2В110-1,
- машина ремонту та технічного обслуговування 2Ф55-1М1,
- майстерня техобслуговування МТВ-АГЗ-М1.

### «Тунгуска» від «Оборонних технологій»
Компанія «Оборонні технології» розробила нову версію модернізації ЗРГК «Тунгуска» з електронним оснащенням на сучасній елементній базі та оновленими силовими агрегатами.
Оновлений комплекс отримує абсолютно нове електронне оснащення. Старі радянські плати, створені за технологіями минулого сторіччя, замінюються на нові цифрові універсальні модулі. Окрім того, старі індикаторні системи замінені на сучасні дисплеї, встановлена система супутникової навігації та захищений цифровий зв'язок.
Водночас під час модернізації проходить заміна основного двигуна В-46 з потужністю 780 к.с. на танковий двигун В-84, який на 60 к.с. потужніший, а замість застарілого генератора, який працював від турбіни з ресурсом у 300 годин, — економічний та надійний німецький дизельний двигун.
Саме така версія зацікавила одну із країн Південно-східної Азії, яка замовила у компанії оновлення власних бойових машин і підприємство повністю виконало це замовлення.

## Номенклатура ракет

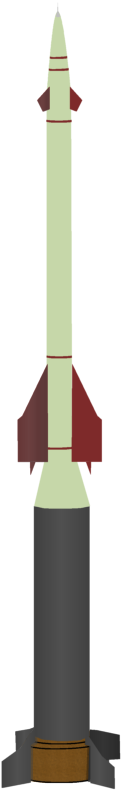
Ракета SA-19

Система наведення ракет — напівавтоматична радіокомандна з оптичною лінією зв'язку, працює на літерних частотах, які заздалегідь готовлять перед пуском ракети.
- 9М311 — Стандартний варіант ракети
- 9М311К (3М87) — морська версія 9М311 (для системи Каштан)
- 9М311-1 — експортна версія
- 9М311М (3М88) — модифікація ракети з покращеним тактико-технічними характеристиками
- 9М311-М1 — модифікація ракети для модернізованого комплексу 2К22М «Тунгуска-М1».

## Бойове застосування

### Перша чеченська війна
Російські окупанти використовували комплекси як засіб вогневої підтримки. Інколи застосування було неграмотним.
Так, наприклад, під час новорічного штурму Грозного всі 6 установок 131-ї окремої мотострілецької бригади були знищені в перші хвилини бою.
Всього за час Першої чеченської війни було використано 20 установок, 15 з них були знищені.

### Російсько-українська війна
В 2019 році Україна провела навчання підрозділів протиповітряної оборони в зоні Операції об'єднаних сил. Зокрема, в цих навчаннях брали участь військові на «Тунгусках».
Після російського вторгнення в 2022 році Україна використовувала наявні установки 2С6, зокрема, для прикриття механізованих підрозділів від ворожих літальних апаратів.
Російська сторона також застосовувала «Тунгуски», принаймні одну було знищено в серпні 2022 року в Харківській області.

## Оператори
- Ємен — кілька одиниць
- Білорусь — 30 2С6, станом на 2006 рік
- Індія — від 20 до 80 2С6, станом на 2021 рік
- Марокко — 12 2С6, станом на 2021 рік
- М'янма - певна кількість, станом на 2021 рік
- Росія — понад 250 2С6М, станом на 2021 рік
- Україна — 75 2С6, станом на 2021 рік

### Росія
В російських ЗМІ були оприлюднені плани, що в 2022 році почнуть находити установки ЗАК-57 «Деривация-ПВО» серійного виробництва на заміну 2С6 «Тунгуска» та ЗСУ-23-4 «Шилка».

### М'янма
Згідно відкритої звітності, протягом 2004—2007 років росія поставила щонайменше 38 установок 2С6 «Тунгуска» та 600 зенітних керованих ракет 9М311.

### Україна
Ремонт і обслуговування установок 2С6 було налагоджено, зокрема, на Балаклійському ремонтному заводі. Україна також купляла боєприпаси для установок на міжнародних ринках, так, в 2019 році було придбано в Болгарського виробника 75 тисяч пострілів для «Тунгуски». А в 2020 році Рівненський полігон шукав постачальника програмного забезпечення для тренажерів для навчання на «Тунгусках».